# Les Gorilles (2015)
Les Gorilles is een Franse komische film uit 2015 onder regie van Tristan Aurouet. De film ging in première op 17 januari op het Festival international du film de comédie de l'Alpe d'Huez.

## Verhaal
Alfonso, een uitgebluste en brutale agent van de Service de Protection des Hautes Personnalités, wordt gedwongen om samen met Walter een team te vormen. Walter is jonge een onervaren rekruut, gefascineerd door de wereld van de showbusiness. Het duo is verantwoordelijk voor de bescherming van Jal-Y, een jonge r&b-ster, die bedreigd wordt door haar ex-man, een crimineel op de vlucht.

## Rolverdeling[2]
| Acteur           | Personage |
| ---------------- | --------- |
| Joey Starr       | Alfonso   |
| Manu Payet       | Walter    |
| Alice Belaïdi    | Jal-Y     |
| Jean Benguigui   |           |
| Adel Bencherif   |           |
| Camille Cottin   |           |
| Hedi Bouchenafa  |           |
| Sébastien Castro |           |